# León, Nicaragua
León là thành phố ở phía tây Nicaragua, thủ phủ của León Department. León là trung tâm vận tải và mua bán bông vải của một khu vực nông nghiệp xung quanh. Thành phố này có đại giáo đường xây vào thế kỷ 18 – là một trong những giáo đường lớn nhất Trung Mỹ. Đại học Nicaragua thành lập năm 1812. Léon được thành lập năm 1524 với tên Santiago de los Caballeros de León bởi Francisco Hernandez de Cordoba ở khu vực 32 km về phía đông thành phố hiện nay.
Phế tích của thành phố cũ bị bỏ hoang có tên là "León Viejo" và đã được khai quật năm 1960. Năm 2000, León Viejo đã được UNESCO công nhận là di sản thể giới theo tiêu chí iii và iv.

## Các thành phố kết nghĩa
- Hamburg, Đức
- Oxford, Anh, Anh quốc
- Gettysburg, Pennsylvania, Mỹ
- New Haven, Connecticut, Mỹ
- Utrecht, Hà Lan
- Lund, Thụy Điển
- Alicante, Tây Ban Nha